# 查小欣
查小欣（英語：Eileen Cha，1958年8月4日—），原名黎小明，香港娛樂新聞工作者暨節目主持。

## 簡介
查小欣早年就讀瑪利諾修院學校（小學部，1971年小六）及民生書院（1976年中五）。1976年至1977年到加拿大渥太華 Nepean High School 就讀中六年級1年，1977年回港入讀香港浸會學院英文系，1980年畢業。
查小欣曾擔任《明報》娛樂記者，後來成為編輯。之後她於多家八卦雜誌社工作過，曾創立《頭條周刊》。不過，《頭條周刊》創刊號刊登應屆亞洲小姐曾小燕沒有穿內褲的照片而惹上官非。雜誌社翌年倒閉，她加入商業電台主持節目《茶煲裡的查篤撐》。
科網股熱潮時，曾開辦網上娛樂新聞入門網站show8.com，但在科網股爆破後亦倒閉，亦曾投得亞洲電視娛樂新聞節目製作權，製作《八串騷》節目。
往後十多年於商台主持《巴巴閉邊個夠我查篤撐》，直到2012年因陳志雲擔任商台行政總裁，原時段節目被吳綺莉新節目取代。
她的前夫是以「夏天為大地帶來雨水」香港政府渠務署廣告旁白聞名的前電台主持人李學斌，兩人育有一子，在外國出生，自小就讀國際學校，隨後到美國升學。
查小欣和香港著名傳媒人盧覓雪，被稱為香港“狗仔隊之母”，將狗仔隊文化带入香港和两岸三地華人社會。

## 報導風格
查小欣深挖娛樂圈藝人隱私的報導風格，引起廣泛爭議。不少人認為這是仗著新聞自由，踐踏隱私。不過查小欣則認為，這是一名專業的新聞從業員應該做的事，只不過她所涉獵的範疇是娛樂圈人物，而非政商界人物而已。查小欣更指，演藝人員、公眾人物、政商名流的平台是公眾給予，必須被公眾監督，沒有隱私概念。並稱，其與及一眾娛樂新聞記者均公私分明，私下與藝人交往，則從不將藝人當做是非籌碼，但報導卻要顧及道德原則和社會責任。

## 節目主持
- 商業電台 《巴巴閉邊個夠我查篤撐》（前稱：茶煲裡的查篤撐）（至2012年）
- 亞洲電視 《三個女人講天下》
- 亞洲電視 《三個A級的女人》
- 亞洲電視 《電視風雲50年》
- 無綫電視 《爆足一周》：節目劣評如潮，收視創黃金時段新低，無綫最終決定只播四集便將之腰斬。[8]
- 華僑之聲 《查小欣快訊》

## 參演電影
- 《新紮師妹2美麗任務》 飾 查總
- 《新紮師妹》
- 《玉女添丁》
- 《強姦3》

## 爭議

### 節目被腰斬
- 2012年，查小欣在無綫電視主持娛樂新聞評論節目《爆足一周》。節目移植電臺廣播模式，吹彈淺唱，公開談及明星極為隱私的家庭婚姻等議題，被網民指責沉悶無聊，在無根無據的前提下，肆意揶揄践踏別人隱私，並且以各式陰謀論的觀點為娛樂圈和社會大眾帶來負能量[9]。最終節目開播四集後被腰斬[8][10]。

### 批評節目但本身無觀看
- 2021年，查小欣在娛樂專欄點名批評ViuTV節目《ERROR自肥企画》 以綜藝搞笑包裝，實是大玩低俗、不雅的內容，及有不良意識之嫌，有些畫面更要「打格仔」，質疑ViuTV作為一個免費、入屋的電視台，就有一定的社會責任，她指出「製作的節目雖不需要說教，但也無需走低俗和偏鋒路線」。[11][12]但香港01編輯認為，專欄發佈當天，節目的第10集剛好播放尋找中華白海豚的片段，並探討港珠澳大橋對生態造成的影響，引起對環境保護的反思，正正顯示出製作團隊的社會責任，未必全如查小欣所說。[13]事後，查小欣承認她本人其實沒有觀看本節目。